# فهرست کشورها بر پایه رشد طبیعی جمعیت

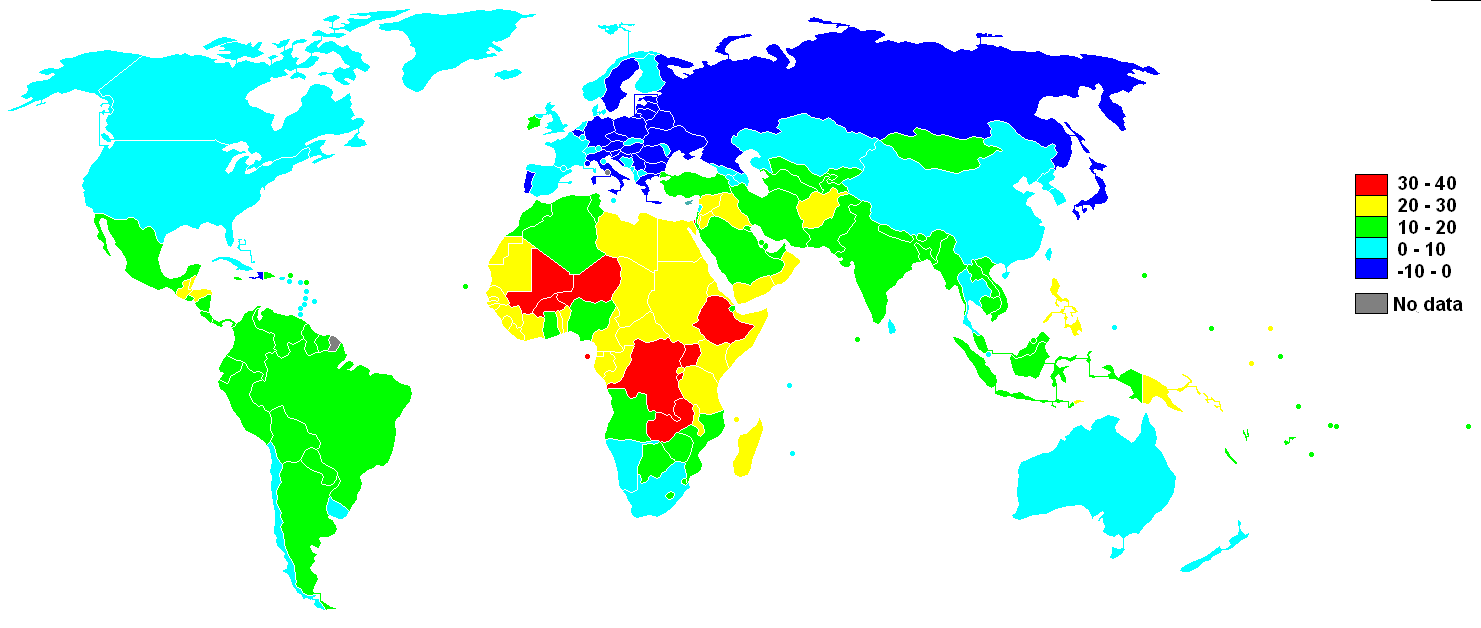
رشد طبیعی در هر ۱۰۰۰ نفر بر اساس کتاب حقایق جهان

این فهرستی از کشورهای بر پایه نرخ رشد طبیعی جمعیت است. در این فهرست رشد طبیعی جمعیت، میزان مرگ‌ومیر و در هر ۱۰۰۰ نفر جمعیت لحاظ و تعریف شده‌است. آمار بر اساس کتاب حقایق جهان در سال ۲۰۱۰ منتشر شده‌است.برخی اعداد نیز برای سال‌های ۲۰۱۵ و ۲۰۱۶ می‌باشند.
| کشور                      | میزان مرگ‌ومیر | میزان تولد | میزان رشد طبیعی |
| ------------------------- | ------------- | ---------- | --------------- |
| اوکراین                   | ۱۴٫۴۰         | ۱۰٫۵۰      | -۳٫۹۰           |
| بلغارستان                 | ۱۴٫۵۰         | ۸٫۸۰       | Deder           |
| گینه بیسائو               |               | ۳۳٫۳۸      | ۱۹٫۰۵           |
| لتونی                     | ۱۴٫۴۰         | ۹٫۹۰       | -۴٫۶۰           |
| صربستان                   | ۱۳٫۶۰         | ۹٫۰۰       | -۴٫۶۰           |
| مجارستان                  | ۱۲٫۷۳         | ۹٫۱۶       | -۳٫۵۷           |
| استونی                    | ۱۳٫۶۹         | ۱۰٫۲۹      | -۳٫۴۰           |
| آلمان                     | ۱۱٫۲۹         | ۸٫۴۲       | -۲٫۸۷           |
| اسلوونی                   | ۱۱٫۲۵         | ۸٫۵۴       | -۲٫۷۱           |
| بلاروس                    | ۱۳٫۳۰         | ۱۰٫۵۰      | -۲٫۸۰           |
| کرواسی                    | ۱۲٫۱۳         | ۹٫۴۹       | -۲٫۶۴           |
| رومانی                    | ۱۱٫۸۸         | ۹٫۲۷       | -۲٫۶۱           |
| موناکو                    | ۹٫۰۱          | ۶٫۷۲       | -۲٫۲۹           |
| یونان                     | ۱۱٫۰۰         | ۸٫۸۰       | -۲٫۲۰           |
| لیتوانی                   | ۱۴٫۵۰         | ۱۰٫۰۰      | -۴٫۵۰           |
| روسیه                     | ۱۳٫۶۰         | ۱۱٫۳۰      | -۲٫۳۰           |
| اتریش                     | ۱۰٫۳۸         | ۸٫۷۶       | -۱٫۶۲           |
| سنت پیر و ماژلان          | ۹٫۲۷          | ۷٫۷۰       | -۱٫۵۷           |
| پرتغال                    | ۱۰٫۹۷         | ۹٫۴۲       | -۱٫۵۵           |
| ژاپن                      | ۹٫۳۸          | ۸٫۰۷       | -۱٫۳۱           |
| ایتالیا                   | ۱۰٫۱۰         | ۸٫۸۴       | -۱٫۲۶           |
| بلژیک                     | ۱۰٫۷۶         | ۹٫۹۹       | -۰٫۷۷           |
| بوسنی و هرزگوین           | ۹٫۶۴          | ۸٫۸۹       | -۰٫۷۵           |
| لهستان                    | ۱۰٫۳۷         | ۹٫۷۷       | -۰٫۶۰           |
| جمهوری چک                 | ۱۰٫۲۹         | ۹٫۷۹       | -۰٫۵۰           |
| مولدووا                   | ۱۲٫۶۰         | ۱۲٫۲۱      | -۰٫۳۹           |
| فنلاند                    | ۱۰٫۵۱         | ۱۰٫۳۵      | -۰٫۱۶           |
| دانمارک                   | ۱۰٫۲۳         | ۱۰٫۲۲      | -۰٫۰۱           |
| سوئد                      | ۱۰٫۲۰         | ۱۰٫۱۴      | -۰٫۰۶           |
| هنگ کنگ                   | ۶٫۹۱          | ۷٫۴۵       | ۰٫۵۴            |
| گرجستان                   | ۹٫۷۹          | ۱۰٫۷۰      | ۰٫۹۱            |
| سوئیس                     | ۸٫۶۵          | ۹٫۵۶       | ۰٫۹۱            |
| اسلواکی                   | ۹٫۵۶          | ۱۰٫۵۵      | ۰٫۹۹            |
| سان مارینو                | ۷٫۷۵          | ۹٫۱۸       | ۱٫۴۳            |
| هلند                      | ۸٫۷۸          | ۱۰٫۳۰      | ۱٫۵۲            |
| نروژ                      | ۹٫۲۶          | ۱۰٫۹۰      | ۱٫۶۴            |
| جزیره من                  | ۹٫۸۷          | ۱۱٫۵۴      | ۱٫۶۷            |
| مالت                      | ۸٫۴۹          | ۱۰٫۳۸      | ۱٫۸۹            |
| گرنزی                     | ۸٫۳۵          | ۱۰٫۲۵      | ۱٫۹۰            |
| تایوان                    | ۶٫۸۷          | ۸٫۹۷       | ۲٫۱۰            |
| اسپانیا                   | ۸٫۷۲          | ۱۰٫۹۱      | ۲٫۱۹            |
| لیختن‌اشتاین               | ۷٫۴۹          | ۹٫۶۹       | ۲٫۲۰            |
| مونته‌نگرو                 | ۸٫۷۶          | ۱۱٫۰۹      | ۲٫۳۳            |
| کانادا                    | ۷٫۸۷          | ۱۰٫۲۸      | ۲٫۴۱            |
| کره جنوبی                 | ۶٫۱۵          | ۸٫۷۲       | ۲٫۵۷            |
| آفریقای جنوبی             | ۱۶٫۹۹         | ۱۹٫۶۱      | ۲٫۶۲            |
| پالائو                    | ۷٫۸۱          | ۱۰٫۶۸      | ۲٫۸۷            |
| بریتانیا                  | ۹٫۳۳          | ۱۲٫۳۴      | ۳٫۰۱            |
| مقدونیه شمالی             | ۸٫۸۷          | ۱۱٫۹۲      | ۳٫۰۵            |
| لوکزامبورگ                | ۸٫۴۶          | ۱۱٫۷۰      | ۳٫۲۴            |
| جرزی                      | ۷٫۴۹          | ۱۰٫۷۳      | ۳٫۲۴            |
| پورتوریکو                 | ۷٫۸۲          | ۱۱٫۴۲      | ۳٫۶۰            |
| کوبا                      | ۷٫۲۹          | ۱۱٫۰۲      | ۲٫۱۸            |
| فرانسه                    | ۸٫۶۵          | ۱۲٫۴۳      | ۳٫۷۸            |
| آندورا                    | ۶٫۲۱          | ۱۰٫۰۳      | ۳٫۸۲            |
| سنگاپور                   | ۴٫۸۰          | ۸٫۶۵       | ۳٫۸۵            |
| مونتسرات                  | ۷٫۸۲          | ۱۱٫۷۲      | ۳٫۹۰            |
| کره شمالی                 | ۱۰٫۶۰         | ۱۴٫۵۸      | ۳٫۹۸            |
| باربادوس                  | ۸٫۳۹          | ۱۲٫۴۳      | ۴٫۰۴            |
| سینت هلینا                | ۶٫۹۱          | ۱۰٫۹۵      | ۴٫۰۴            |
| برمودا                    | ۷٫۴۳          | ۱۱٫۴۷      | ۴٫۰۴            |
| جزایر فارو                | ۸٫۶۶          | ۱۲٫۹۰      | ۴٫۲۴            |
| ارمنستان                  | ۸٫۴۲          | ۱۲٫۷۴      | ۴٫۳۲            |
| جزایر ویرجین ایالات متحده | ۶٫۹۶          | ۱۱٫۵۱      | ۴٫۵۵            |
| اروگوئه                   | ۹٫۰۶          | ۱۳٫۶۷      | ۴٫۶۱            |
| قبرس                      | ۶٫۴۲          | ۱۱٫۳۸      | ۴٫۹۶            |
| آروبا                     | ۷٫۷۶          | ۱۲٫۷۷      | ۵٫۰۱            |
| چین                       | ۶٫۸۹          | ۱۲٫۱۷      | ۵٫۲۸            |
| ماکائو                    | ۳٫۶۰          | ۸٫۹۸       | ۵٫۳۸            |
| ایالات متحده آمریکا       | ۸٫۳۸          | ۱۳٫۸۳      | ۵٫۴۵            |
| استرالیا                  | ۶٫۸۱          | ۱۲٫۳۹      | ۵٫۵۸            |
| آلبانی                    | ۶٫۰۴          | ۱۱٫۸۸      | ۵٫۸۴            |
| جبل طارق                  | ۸٫۱۷          | ۱۴٫۲۰      | ۶٫۰۳            |
| ترینیداد و توباگو         | ۸٫۲۱          | ۱۴٫۳۷      | ۶٫۱۶            |
| ایسلند                    | ۶٫۹۰          | ۱۳٫۳۶      | ۶٫۴۶            |
| تایلند                    | ۶٫۴۷          | ۱۳٫۰۱      | ۶٫۵۴            |
| گرینلند                   | ۸٫۰۵          | ۱۴٫۶۸      | ۶٫۶۳            |
| نیوزیلند                  | ۷٫۱۰          | ۱۳٫۸۱      | ۶٫۷۱            |
| سنت کیتس و نویس           | ۷٫۱۱          | ۱۴٫۲۳      | ۷٫۱۲            |
| قزاقستان                  | ۹٫۳۹          | ۱۶٫۶۶      | ۷٫۲۷            |
| جزایر کیمن                | ۵٫۰۰          | ۱۲٫۲۹      | ۷٫۲۹            |
| آنتیل هلند                | ۶٫۵۴          | ۱۴٫۰۵      | ۷٫۵۱            |
| موریس                     | ۶٫۶۳          | ۱۴٫۱۷      | ۷٫۵۴            |
| دومینیکا                  | ۸٫۱۲          | ۱۵٫۶۸      | ۷٫۵۶            |
| سنت لوسیا                 | ۶٫۹۰          | ۱۴٫۸۱      | ۷٫۹۱            |
| سنت وینسنت و گرنادین‌ها    | ۶٫۹۴          | ۱۴٫۸۹      | ۷٫۹۵            |
| جزایر کوک                 | ۷٫۲۲          | ۱۵٫۶۷      | ۸٫۴۵            |
| شیلی                      | ۵٫۹۰          | ۱۴٫۴۶      | ۸٫۵۶            |
| آنگویلا                   | ۴٫۴۰          | ۱۳٫۰۰      | ۸٫۶۰            |
| سیشل                      | ۶٫۹۲          | ۱۵٫۵۳      | ۸٫۶۱            |
| لبنان                     | ۶٫۴۶          | ۱۵٫۱۰      | ۸٫۶۴            |
| نامیبیا                   | ۱۲٫۹۷         | ۲۱٫۸۲      | ۸٫۸۵            |
| گرنادا                    | ۷٫۹۰          | ۱۷٫۲۰      | ۹٫۳۰            |
| باهاما                    | ۶٫۸۹          | ۱۶٫۲۵      | ۹٫۳۶            |
| جمهوری آذربایجان          | ۸٫۲۸          | ۱۷٫۷۵      | ۹٫۴۷            |
| والیس و فوتونا            | ۴٫۵۶          | ۱۴٫۰۸      | ۹٫۵۲            |
| سری‌لانکا                  | ۶٫۲۰          | ۱۵٫۸۸      | ۹٫۶۸            |
| جمهوری ایرلند             | ۶٫۳۰          | ۱۶٫۳۷      | ۱۰٫۰۷           |
| تونس                      | ۵٫۲۴          | ۱۵٫۳۱      | ۱۰٫۰۷           |
| جزایر ویرجین انگلستان     | ۴٫۴۱          | ۱۴٫۵۲      | ۱۰٫۱۱           |
| آرژانتین                  | ۷٫۳۹          | ۱۷٫۷۵      | ۱۰٫۳۶           |
| گویان                     | ۷٫۲۴          | ۱۷٫۶۱      | ۱۰٫۳۷           |
| آنتیگوآ و باربودا         | ۵٫۷۷          | ۱۶٫۴۳      | ۱۰٫۶۶           |
| مالدیو                    | ۳٫۶۸          | ۱۴٫۵۰      | ۱۰٫۸۲           |
| پلی‌نزی فرانسه             | ۴٫۸۰          | ۱۵٫۶۷      | ۱۰٫۸۷           |
| سورینام                   | ۵٫۵۳          | ۱۶٫۶۱      | ۱۱٫۰۸           |
| میانمار                   | ۸٫۲۳          | ۱۹٫۴۹      | ۱۱٫۲۶           |
| کالدونیای جدید            | ۵٫۲۳          | ۱۶٫۵۲      | ۱۱٫۲۹           |
| ویتنام                    | ۵٫۹۷          | ۱۷٫۲۹      | ۱۱٫۳۲           |
| World                     | ۸٫۳۷          | ۱۹٫۸۶      | ۱۱٫۴۹           |
| برزیل                     | ۶٫۳۵          | ۱۸٫۱۱      | ۱۱٫۷۶           |
| الجزایر                   | ۴٫۶۶          | ۱۶٫۷۱      | ۱۲٫۰۵           |
| اسواتینی                  | ۱۴٫۹۹         | ۲۷٫۱۲      | ۱۲٫۱۳           |
| ترکیه                     | ۶٫۱۱          | ۱۸٫۲۸      | ۱۲٫۱۷           |
| اندونزی                   | ۶٫۲۵          | ۱۸٫۴۵      | ۱۲٫۲۰           |
| ازبکستان                  | ۵٫۲۹          | ۱۷٫۵۱      | ۱۲٫۲۲           |
| کاستاریکا                 | ۴٫۲۹          | ۱۶٫۶۵      | ۱۲٫۳۶           |
| بوتان (کشور)              | ۷٫۲۵          | ۱۹٫۶۲      | ۱۲٫۳۷           |
| بحرین                     | ۴٫۳۷          | ۱۶٫۸۱      | ۱۲٫۴۴           |
| السالوادور                | ۵٫۶۱          | ۱۸٫۰۶      | ۱۲٫۴۵           |
| کلمبیا                    | ۵٫۲۴          | ۱۷٫۷۶      | ۱۲٫۵۲           |
| ایران                     | ۵٫۹۴          | ۱۸٫۵۲      | ۱۲٫۵۸           |
| تونگا                     | ۴٫۹۵          | ۱۷٫۷۸      | ۱۲٫۸۳           |
| پرو                       | ۶٫۱۳          | ۱۹٫۰۰      | ۱۲٫۸۷           |
| جامائیکا                  | ۶٫۴۸          | ۱۹٫۴۷      | ۱۲٫۹۹           |
| قطر                       | ۲٫۴۴          | ۱۵٫۵۴      | ۱۳٫۱۰           |
| پاراگوئه                  | ۴٫۵۵          | ۱۷٫۷۳      | ۱۳٫۱۸           |
| ترکمنستان                 | ۶٫۲۷          | ۱۹٫۶۲      | ۱۳٫۳۵           |
| بوتسوانا                  | ۹٫۰۲          | ۲۲٫۵۴      | ۱۳٫۵۲           |
| وانواتو                   | ۷٫۴۹          | ۲۱٫۰۸      | ۱۳٫۵۹           |
| تووالو                    | ۹٫۳۶          | ۲۳٫۰۱      | ۱۳٫۶۵           |
| هند                       | ۷٫۵۳          | ۲۱٫۳۴      | ۱۳٫۸۱           |
| امارات متحده عربی         | ۲٫۰۸          | ۱۵٫۹۸      | ۱۳٫۹۰           |
| اسرائیل                   | ۵٫۴۵          | ۱۹٫۵۱      | ۱۴٫۰۶           |
| مکزیک                     | ۴٫۸۳          | ۱۹٫۳۹      | ۱۴٫۵۶           |
| مراکش                     | ۴٫۷۴          | ۱۹٫۴۰      | ۱۴٫۶۶           |
| برونئی                    | ۳٫۳۲          | ۱۸٫۰۰      | ۱۴٫۶۸           |
| هائیتی                    | ۷٫۹۱          | ۲۲٫۸۳      | ۱۴٫۹۲           |
| مغولستان                  | ۶٫۰۸          | ۲۱٫۰۳      | ۱۴٫۹۵           |
| پاناما                    | ۴٫۶۲          | ۱۹٫۷۱      | ۱۵٫۰۹           |
| ونزوئلا                   | ۵٫۱۴          | ۲۰٫۲۹      | ۱۵٫۱۵           |
| کیپ ورد                   | ۶٫۴۱          | ۲۱٫۶۷      | ۱۵٫۲۶           |
| اکوادور                   | ۵٫۰۰          | ۲۰٫۳۲      | ۱۵٫۳۲           |
| نپال                      | ۶٫۸۹          | ۲۲٫۴۳      | ۱۵٫۵۴           |
| کیریباتی                  | ۷٫۴۸          | ۲۳٫۰۶      | ۱۵٫۵۸           |
| جمهوری دومینیکن           | ۴٫۳۰          | ۱۹٫۹۰      | ۱۵٫۶۰           |
| فیجی                      | ۵٫۸۸          | ۲۱٫۵۲      | ۱۵٫۶۴           |
| عربستان سعودی             | ۳٫۳۴          | ۱۹٫۴۳      | ۱۶٫۰۹           |
| جزایر تورکس و کایکوس      | ۴٫۱۷          | ۲۰٫۴۴      | ۱۶٫۲۷           |
| مالزی                     | ۴٫۹۲          | ۲۱٫۴۱      | ۱۶٫۴۹           |
| زیمبابوه                  | ۱۴٫۹۰         | ۳۱٫۵۷      | ۱۶٫۶۷           |
| قرقیزستان                 | ۶٫۸۵          | ۲۳٫۵۸      | ۱۶٫۷۳           |
| جیبوتی                    | ۸٫۳۷          | ۲۵٫۵۸      | ۱۷٫۲۱           |
| کامبوج                    | ۸٫۱۹          | ۲۵٫۵۸      | ۱۷٫۳۹           |
| ساموآ                     | ۵٫۳۶          | ۲۲٫۹۲      | ۱۷٫۵۶           |
| بنگلادش                   | ۵٫۸۱          | ۲۳٫۴۳      | ۱۷٫۶۲           |
| جزایر ماریانای شمالی      | ۳٫۱۷          | ۲۱٫۰۵      | ۱۷٫۸۸           |
| ایالات فدرال میکرونزی     | ۴٫۴۰          | ۲۲٫۵۷      | ۱۸٫۱۷           |
| بولیوی                    | ۶٫۹۵          | ۲۵٫۱۶      | ۱۸٫۲۱           |
| پاکستان                   | ۷٫۰۶          | ۲۵٫۳۰      | ۱۸٫۲۴           |
| لائوس                     | ۸٫۲۸          | ۲۶٫۵۷      | ۱۸٫۲۹           |
| نیکاراگوئه                | ۴٫۲۸          | ۲۲٫۷۷      | ۱۸٫۴۹           |
| ساموای آمریکا             | ۴٫۰۹          | ۲۳٫۰۵      | ۱۸٫۹۶           |
| غنا                       | ۸٫۹۳          | ۲۸٫۰۹      | ۱۹٫۱۶           |
| کویت                      | ۲٫۲۹          | ۲۱٫۶۴      | ۱۹٫۳۵           |
| آنگولا                    | ۲۳٫۷۴         | ۴۳٫۳۳      | ۱۹٫۵۹           |
| نیجریه                    | ۱۶٫۳۱         | ۳۶٫۰۷      | ۱۹٫۷۶           |
| تاجیکستان                 | ۶٫۷۲          | ۲۶٫۴۹      | ۱۹٫۷۷           |
| تیمور شرقی                | ۵٫۹۳          | ۲۵٫۹۳      | ۲۰٫۰۰           |
| مصر                       | ۴٫۸۵          | ۲۵٫۰۲      | ۲۰٫۱۷           |
| پاپوآ گینه نو             | ۶٫۶۲          | ۲۶٫۹۵      | ۲۰٫۳۳           |
| عمان                      | ۳٫۴۷          | ۲۳٫۹۰      | ۲۰٫۴۳           |
| افغانستان                 | ۱۷٫۶۵         | ۳۸٫۱۱      | ۲۰٫۴۶           |
| هندوراس                   | ۴٫۹۹          | ۲۵٫۶۱      | ۲۰٫۶۲           |
| فیلیپین                   | ۵٫۰۶          | ۲۵٫۶۸      | ۲۰٫۶۲           |
| سوریه                     | ۳٫۷۰          | ۲۴٫۴۴      | ۲۰٫۷۴           |
| بلیز                      | ۵٫۸۲          | ۲۶٫۸۴      | ۲۱٫۰۲           |
| ساحل عاج                  | ۱۰٫۴۳         | ۳۱٫۴۸      | ۲۱٫۰۵           |
| تانزانیا                  | ۱۲٫۳۱         | ۳۳٫۴۴      | ۲۱٫۱۳           |
| لیبی                      | ۳٫۴۰          | ۲۴٫۵۸      | ۲۱٫۱۸           |
| کرانه باختری              | ۳٫۶۲          | ۲۴٫۹۱      | ۲۱٫۲۹           |
| جمهوری آفریقای مرکزی      | ۱۵٫۳۰         | ۳۶٫۷۹      | ۲۱٫۴۹           |
| کامرون                    | ۱۲٫۰۱         | ۳۳٫۵۸      | ۲۱٫۵۷           |
| نائورو                    | ۶٫۱۵          | ۲۸٫۱۶      | ۲۲٫۰۱           |
| گواتمالا                  | ۵٫۰۴          | ۲۷٫۴۰      | ۲۲٫۳۶           |
| گابن                      | ۱۲٫۹۰         | ۳۵٫۳۹      | ۲۲٫۴۹           |
| صحرای غربی                | ۹٫۱۳          | ۳۲٫۵۶      | ۲۳٫۴۳           |
| چاد                       | ۱۵٫۷۹         | ۴۰٫۱۲      | ۲۴٫۳۳           |
| اردن                      | ۲٫۶۶          | ۲۷٫۰۶      | ۲۴٫۴۰           |
| عراق                      | ۴٫۹۲          | ۲۹٫۴۱      | ۲۴٫۴۹           |
| جزایر سلیمان              | ۳٫۹۶          | ۲۸٫۶۰      | ۲۴٫۶۴           |
| موریتانی                  | ۹٫۰۰          | ۳۳٫۶۷      | ۲۴٫۶۷           |
| سودان                     | ۱۱٫۶۶         | ۳۶٫۵۸      | ۲۴٫۹۲           |
| اریتره                    | ۸٫۲۵          | ۳۳٫۴۸      | ۲۵٫۲۳           |
| گامبیا                    | ۱۲٫۰۳         | ۳۷٫۳۱      | ۲۵٫۲۸           |
| جزایر مارشال              | ۴٫۴۲          | ۲۹٫۹۴      | ۲۵٫۵۲           |
| کنیا                      | ۹٫۲۶          | ۳۵٫۱۴      | ۲۵٫۸۸           |
| موزامبیک                  | ۱۲٫۳۴         | ۳۸٫۸۳      | ۲۶٫۴۹           |
| گینه                      | ۱۰٫۷۲         | ۳۷٫۲۱      | ۲۶٫۴۹           |
| گینه استوایی              | ۹٫۲۶          | ۳۶٫۰۰      | ۲۶٫۷۴           |
| سیرالئون                  | ۱۱٫۹۷         | ۳۸٫۷۹      | ۲۶٫۸۲           |
| رواندا                    | ۱۰٫۱۹         | ۳۷٫۲۶      | ۲۷٫۰۷           |
| یمن                       | ۷٫۲۴          | ۳۴٫۳۷      | ۲۷٫۱۳           |
| لیبریا                    | ۱۰٫۸۸         | ۳۸٫۱۴      | ۲۷٫۲۶           |
| کومور                     | ۷٫۴۰          | ۳۴٫۷۱      | ۲۷٫۳۱           |
| مالاوی                    | ۱۳٫۶۹         | ۴۱٫۲۸      | ۲۷٫۵۹           |
| توگو                      | ۸٫۱۵          | ۳۵٫۸۸      | ۲۷٫۷۳           |
| سنگال                     | ۹٫۴۹          | ۳۷٫۲۷      | ۲۷٫۷۸           |
| سومالی                    | ۱۵٫۲۴         | ۴۳٫۳۳      | ۲۸٫۰۹           |
| جمهوری کنگو               | ۱۱٫۷۵         | ۴۱٫۰۱      | ۲۹٫۲۶           |
| بنین                      | ۹٫۲۳          | ۳۸٫۶۷      | ۲۹٫۴۴           |
| ماداگاسکار                | ۷٫۹۷          | ۳۷٫۸۹      | ۲۹٫۹۲           |
| سائوتومه و پرنسیپ         | ۸٫۴۵          | ۳۹٫۰۹      | ۳۰٫۶۴           |
| جمهوری دموکراتیک کنگو     | ۱۱٫۳۹         | ۴۲٫۲۶      | ۳۰٫۸۷           |
| بورکینافاسو               | ۱۳٫۰۲         | ۴۳٫۹۸      | ۳۰٫۹۶           |
| مالی                      | ۱۴٫۶۴         | ۴۶٫۰۹      | ۳۱٫۴۵           |
| بوروندی                   | ۹٫۸۷          | ۴۱٫۴۳      | ۳۱٫۵۶           |
| مایوت                     | ۷٫۰۵          | ۳۸٫۷۶      | ۳۱٫۷۱           |
| زامبیا                    | ۱۲٫۸۴         | ۴۴٫۶۳      | ۳۱٫۷۹           |
| اتیوپی                    | ۱۱٫۲۹         | ۴۳٫۳۴      | ۳۲٫۰۵           |
| نوار غزه                  | ۳٫۳۶          | ۳۶٫۲۶      | ۳۲٫۹۰           |
| اوگاندا                   | ۱۱٫۹۰         | ۴۷٫۵۵      | ۳۵٫۶۵           |
| نیجر                      | ۱۴٫۴۷         | ۵۱٫۰۸      | ۳۶٫۶۱           |